# Take-Two Licensing
Take-Two Licensing, Inc. (anteriormente Sound Source Interactive, Inc. y TDK Mediactive, Inc.) era un distribuidor de videojuegos estadounidense con sede en Westlake Village, California. Fundada como Sound Source Interactive por Vincent Bitetti en marzo de 1990, la compañía adquirió BWT Labs en marzo de 1998. En septiembre de 2000, TDK adquirió la compañía y se convirtió en TDK Mediactive, y nuevamente fue vendida a Take-Two Interactive en septiembre de 2003 y pasó a llamarse Take-Two Licensing el siguiente diciembre. Con la fundación de la etiqueta de Take-Two Interactive 2K Games en enero de 2005, las licencias de Take-Two se incorporaron efectivamente a la nueva subsidiaria.

## Historia
Sound Source Interactive fue fundada el 5 de marzo de 1990 por Vincent Bitetti. En marzo de 1998, Sound Source Interactive anunció que habían adquirido BWT Labs, un desarrollador de videojuegos con sede en Berkeley, California.
El 11 de septiembre de 2000, TDK adquirió un 72%  participación de control en Sound Source Interactive, con una inversión inicial de US$1,425 millones, seguido por otra de US$3,575 millones, totalizando a US$5 millones. El subsidiario resultante pasó a llamarse TDK Mediactive, el fundador de la compañía, Vincent Bitetti, y quedó director ejecutivo y Shin Tanabe, Presidente de TDK Recording Media Europe, convirtiéndose en el editor director de operaciones. Como TDK Mediactive, la compañía publicó varios videojuegos, muchos de ellos basados en propiedades con licencia. Desde el 18 de octubre de 2002 en adelante, operaron un segundo sello editorial, TDK Impulse, para juegos que tenían "un gran atractivo para el consumidor y un bajo precio".
El 3 de septiembre de 2003, TDK Mediactive anunció que iban a ser adquiridos por Take-Two Interactive por un estimado de US$22,7 millones. La transacción finalizó el 2 de diciembre de 2003, con 23,005,885 acciones, valuadas en US$12,6 millones, y otros US$200,000 en efectivo otorgados a TDK. Como resultado de la adquisición, TDK Mediactive pasó a llamarse Take-Two Licensing y Take-Two Interactive recibió todas las licencias que anteriormente tenía TDK Mediactive, excepto las basadas en Shrek. El 25 de enero de 2005, Take-Two Interactive anunció la apertura del sello editorial 2K Games, dentro del cual Take-Two Licensing fue doblado.

## Videojuegos

### TDK Mediactive
| Título                                                 | Plataforma(s)    | Fecha de lanzamiento     | Desarrollador                             | Ref.   |
| ------------------------------------------------------ | ---------------- | ------------------------ | ----------------------------------------- | ------ |
| The Land Before Time: Great Valley Racing Adventure    | PlayStation      | 4 de mayo de 2001        | Vision Scape Interactive                  | [ 11 ] |
| Shrek: Fairy Tale Freakdown                            | Game Boy Color   | 30 de mayo de 2001       | Silent Software                           | [ 12 ] |
| Wendy: Every Witch Way                                 | Game Boy Color   | 0 de septiembre de 2001  | WayForward Technologies                   | [ 13 ] |
| Casper: Spirit Dimensions                              | PlayStation 2    | 1 de octubre de 2001     | Lucky Chicken Games                       | [ 14 ] |
| Lady Sia                                               | Game Boy Advance | 16 de octubre de 2001    | RFX Interactive                           | [ 15 ] |
| No Rules: Get Phat                                     | Game Boy Advance | 15 de noviembre de 2001  | Flying Tiger Development                  | [ 16 ] |
| Shrek                                                  | Xbox             | 15 de noviembre de 2001  | Digital Illusions Canada                  | [ 17 ] |
| Rainbow Islands                                        | Game Boy Color   | 0 de diciembre de 2001   | Dreams Co.                                | [ 18 ] |
| Shrek: Swamp Kart Speedway                             | Game Boy Advance | 25 de marzo de 2002      | Prolific Publishing                       | [ 19 ] |
| Dinotopia: The Timestone Pirates                       | Game Boy Advance | 30 de abril de 2002      | RFX Interactive                           | [ 20 ] |
| Pryzm: Chapter One - The Dark Unicorn                  | PlayStation 2    | 10 de junio de 2002      | Digital Illusions CE                      | [ 21 ] |
| Robotech: Battlecry                                    | GameCube         | 23 de agosto de 2002     | Vicious Cycle Software                    | [ 22 ] |
| Robotech: Battlecry                                    | PlayStation 2    | 23 de septiembre de 2002 | Vicious Cycle Software                    | [ 22 ] |
| Robotech: Battlecry                                    | Xbox             | 23 de septiembre de 2002 | Vicious Cycle Software                    | [ 22 ] |
| Casper: Spirit Dimensions                              | GameCube         | 1 de octubre de 2002     | Lucky Chicken Games                       | [ 14 ] |
| Shrek: Hassle at the Castle                            | Game Boy Advance | 10 de octubre de 2002    | Tose                                      | [ 23 ] |
| Shrek: Treasure Hunt                                   | PlayStation      | 18 de octubre de 2002    | The Code Monkeys                          | [ 24 ] |
| Shrek                                                  | GameCube         | 30 de octubre de 2002    | Digital Illusions Canada                  | [ 17 ] |
| Masters of the Universe: He-Man - Power of Grayskull   | Game Boy Advance | 2 de noviembre de 2002   | Taniko                                    | [ 25 ] |
| Robotech: The Macross Saga                             | Game Boy Advance | 15 de noviembre de 2002  | Lucky Chicken Games                       | [ 26 ] |
| Shrek: Super Party                                     | PlayStation 2    | 15 de noviembre de 2002  | Mass Media Games                          | [ 27 ] |
| Shrek: Super Party                                     | Xbox             | 15 de noviembre de 2002  | Mass Media Games                          | [ 27 ] |
| The Land Before Time: Big Water Adventure              | PlayStation      | 27 de noviembre de 2002  | Digital Illusions CE                      | [ 28 ] |
| Ultimate Fighting Championship: Tapout 2               | Xbox             | 20 de marzo de 2003      | Dream Factory                             | [ 29 ] |
| The Muppets: On with the Show                          | Game Boy Advance | 17 de abril de 2003      | Vicarious Visions                         | [ 30 ] |
| Shrek: Super Party                                     | GameCube         | 29 de mayo de 2003       | Mass Media Games                          | [ 27 ] |
| Pirates of the Caribbean: The Curse of the Black Pearl | Game Boy Advance | 1 de julio de 2003       | Pocket Studios                            | [ 31 ] |
| Aquaman: Battle for Atlantis                           | GameCube         | 23 de julio de 2003      | Lucky Chicken Games                       | [ 32 ] |
| Dinotopia: The Sunstone Odyssey                        | GameCube         | 23 de julio de 2003      | Vicious Cycle Software                    | [ 33 ] |
| Shrek: Reekin' Havoc                                   | Game Boy Advance | 31 de julio de 2003      | Tose                                      | [ 34 ] |
| Dinotopia: The Sunstone Odyssey                        | Xbox             | 5 de agosto de 2003      | Vicious Cycle Software                    | [ 33 ] |
| Disney's The Haunted Mansion                           | GameCube         | 14 de octubre de 2003    | High Voltage Software                     | [ 35 ] |
| Disney's The Haunted Mansion                           | PlayStation 2    | 14 de octubre de 2003    | High Voltage Software                     | [ 35 ] |
| Disney's The Haunted Mansion                           | Xbox             | 14 de octubre de 2003    | High Voltage Software                     | [ 35 ] |
| Corvette                                               | Game Boy Advance | 11 de noviembre de 2003  | Visual Impact                             | [ 36 ] |
| Jim Henson's Muppets Party Cruise                      | GameCube         | 11 de noviembre de 2003  | Jim Henson Interactive / Mass Media Games | [ 37 ] |
| Jim Henson's Muppets Party Cruise                      | PlayStation 2    | 11 de noviembre de 2003  | Jim Henson Interactive / Mass Media Games | [ 37 ] |
| Spy Muppets: License to Croak                          | Game Boy Advance | 18 de noviembre de 2003  | Vicarious Visions                         | [ 38 ] |
| Tonka Rescue Patrol                                    | GameCube         | 18 de noviembre de 2003  | Lucky Chicken Games                       | [ 39 ] |

### Take-Two Licensing
| Título                        | Plataforma(s)     | Fecha de lanzamiento  | Desarrollador          | Ref.   |
| ----------------------------- | ----------------- | --------------------- | ---------------------- | ------ |
| Corvette                      | Microsoft Windows | 12 de octubre de 2003 | Steel Monkeys          | [ 40 ] |
| Corvette                      | Xbox              | 12 de octubre de 2003 | Steel Monkeys          | [ 40 ] |
| Star Trek: Shattered Universe | PlayStation 2     | 13 de enero de 2004   | Starsphere Interactive | [ 41 ] |
| Star Trek: Shattered Universe | Xbox              | 14 de enero de 2004   | Starsphere Interactive | [ 41 ] |

### TDK Mediactive Europe
| Título                                           | Plataforma(s)     | Fecha de lanzamiento     | Desarrollador               | Ref.   |
| ------------------------------------------------ | ----------------- | ------------------------ | --------------------------- | ------ |
| Babe and Friends: Animated Preschool Adventure   | macOS             | 0 de diciembre de 1999   | Sound Source Interactive    | [ 42 ] |
| Babe and Friends: Animated Preschool Adventure   | Microsoft Windows | 0 de diciembre de 1999   | Sound Source Interactive    | [ 42 ] |
| The Land Before Time: Math Adventure             | macOS             | 0 de diciembre de 1999   | Digital Media International | [ 43 ] |
| The Land Before Time: Math Adventure             | Microsoft Windows | 0 de diciembre de 1999   | Digital Media International | [ 43 ] |
| The Land Before Time: Return to the Great Valley | PlayStation       | 15 de septiembre de 2000 | Realtime Associates         | [ 44 ] |
| Casper: Friends Around the World                 | PlayStation       | 16 de noviembre de 2000  | Realtime Associates         | [ 45 ] |
| Elevator Action EX                               | Game Boy Color    | 0 de diciembre de 2000   | Altron                      | [ 46 ] |
| Westlife Fan-O-Mania                             | Microsoft Windows | 6 de junio de 2002       | Runecraft                   | [ 47 ] |
| Westlife Fan-O-Mania                             | PlayStation       | 28 de junio de 2002      | Runecraft                   | [ 47 ] |
| Outlaw Golf                                      | Xbox              | 2 de abril de 2003       | Hyptonix                    | [ 48 ] |
| Darkened Skye                                    | GameCube          | 28 de mayo de 2003       | Boston Animation            | [ 49 ] |
| Outlaw Volleyball                                | Xbox              | 3 de julio de 2003       | Hyptonix                    | [ 50 ] |
| Mercedes-Benz World Racing                       | Microsoft Windows | 19 de septiembre de 2003 | Synetic                     | [ 51 ] |
| Mercedes-Benz World Racing                       | PlayStation 2     | 19 de septiembre de 2003 | Synetic                     | [ 51 ] |
| Outlaw Golf                                      | GameCube          | 4 de noviembre de 2003   | Hyptonix                    | [ 52 ] |
| Outlaw Golf                                      | Microsoft Windows | 21 de noviembre de 2003  | Hyptonix                    | [ 52 ] |
| Outlaw Golf                                      | PlayStation 2     | 24 de noviembre de 2003  | Buzz Monkey Software        | [ 52 ] |
| Knights of the Temple: Infernal Crusade          | GameCube          | 19 de marzo de 2004      | Starbreeze Studios          | [ 53 ] |
| Conan                                            | Microsoft Windows | 8 de abril de 2004       | Cauldron                    | [ 54 ] |
| Conan                                            | PlayStation 2     | 8 de abril de 2004       | Cauldron                    | [ 54 ] |
| Conan                                            | Xbox              | 8 de abril de 2004       | Cauldron                    | [ 54 ] |
| Knights of the Temple: Infernal Crusade          | Microsoft Windows | 4 de agosto de 2004      | Starbreeze Studios          | [ 55 ] |
| Knights of the Temple: Infernal Crusade          | Xbox              | 4 de agosto de 2004      | Starbreeze Studios          | [ 55 ] |
| Mercedes-Benz World Racing                       | GameCube          | 8 de abril de 2004       | Synetic                     | [ 56 ] |
| Conan                                            | GameCube          | 4 de 30 de 2004          | Cauldron                    | [ 57 ] |
| Knights of the Temple: Infernal Crusade          | PlayStation 2     | 4 de junio de 2004       | Starbreeze Studios          | [ 58 ] |